# Taut & Hoffmann
Taut & Hoffmann war eine der bekanntesten und erfolgreichsten deutschen Architektengemeinschaften mit Sitz in Berlin. Sie wurde im August 1909 durch Bruno Taut und Franz Hoffmann gegründet. Nach ersten erfolgreichen Arbeiten wurde Max Taut 1912 das dritte Mitglied in dem Architekturbüro. Die gemeinsame Arbeit führte zu sehr vielen verwirklichten Bauprojekten durch diese Sozietät, vor allem im Berliner Raum, aber auch in anderen deutschen Städten. In seiner besten Zeit arbeiteten bis zu 37 Mitarbeiter in dem Büro. Daneben hatte jeder der drei Baufachleute weiter einzelne Aufgaben ausgeführt. Mit dem Tod von Franz Hoffmann 1951 endete die Schaffensperiode von Taut & Hoffmann. Das Büro hatte seine Arbeitsräume in Berlin-Mitte in der Potsdamer Straße und später in Berlin-Charlottenburg in der Bayreuther Straße. Die noch erhaltenen und überwiegend im Originalzustand befindlichen Gebäude von Taut & Hoffmann stehen unter Denkmalschutz.

## Entstehung des Büros

### Verabredungen zwischen Franz Hoffmann und Bruno Taut
Franz Hoffmann und Bruno Taut hatten sich bei ihrer gemeinsamen Tätigkeit im damals etablierten Architekturbüro von Heinz Lassen kennengelernt. Sie fanden bald, dass sie sich mit ihren unterschiedlichen Herangehensweisen hervorragend ergänzen und verabredeten, ein eigenes Büro zu gründen. Das Unternehmen bekam den Namen Taut & Hoffmann und wurde am 9. August 1909 gewerblich registriert. Als Startkapital spendete Hoffmanns Großmutter 5000 Mark, wovon ein erstes Büro gemietet und eine einfache Ausstattung angeschafft werden konnte. Innerhalb eines Jahres beteiligten sie sich nun an zahlreichen Architektenwettbewerben und erhielten für elf eingereichte Entwürfe Geldpreise, aus denen sich erste Einnahmen und auch Bauaufträge ergaben. Zur Erleichterung der einfachen Büroarbeiten konnten sie dadurch bald eine eigene Sekretärin einstellen.

### Max Taut kommt hinzu
Bruno Tauts jüngerer Bruder Max trat nach Abschluss seiner „Baumeisterausbildung“ 1912 als Dritter in das Büro ein. Die Gebrüder spezialisierten sich auf die Ideenskizzen und künstlerischen Entwürfe, während Franz Hoffmann Aufträge besorgte, mit Kunden verhandelte, Grundrisse erstellte, sich um organisatorische Dinge kümmerte und die Bauleitung übernahm. Die Entwürfe wurden kritisch durchgesprochen, bei Meinungsverschiedenheiten zwischen den Tauts konnte Hoffmann meist vermitteln. Neben den gemeinsamen Projekten arbeitete jeder der Brüder auch an eigenen Aufträgen; sie hatten jeweils persönliche Mitarbeiter.
Die folgende Projektdarstellung enthält nur die Bauten und Anlagen, die nachweislich gemeinsam geplant und realisiert wurden.

### Lage des Büros Taut & Hoffmann
Die ersten Büroräume bezogen Bruno Taut und Franz Hoffmann in der Linkstraße (heutige Potsdamer Straße) am Potsdamer Platz. Die ständig hinzukommenden neuen Mitarbeiterinnen wie eine Sekretärin, eine Buchhalterin (eine Schwester von Franz Hoffmann) sowie immer mehr Architekten konnten durch das Mieten weiterer Räume in dem Gebäude untergebracht werden. So war es möglich, noch bis zum Jahr 1932 in den Atelierräumen zu arbeiten, dann zog die Gemeinschaft Taut & Hoffmann in ein von ihnen zuvor errichtetes Haus in die Bayreuther Straße mit mehr Räumen. Die politische Entwicklung und die ablehnende Haltung der Tauts und von Franz Hoffmann zu den nationalsozialistischen Zielen führten zur drastischen Reduzierung von Aufträgen, die Inhaber mussten nach und nach Mitarbeiter entlassen und lebten von kleinen Aufträgen auch außerhalb Berlins, aber immer am Rande des Existenzminimums. 1942 gab es dann außer Max Taut (Bruno war 1931 in das Ausland gegangen) und Franz Hoffmann nur noch einen Architekten und eine Sekretärin im Büro. Als das Gebäude in der Bayreuther Straße durch eine Brandbombe am 23. November 1943 zerstört wurde, gaben sie es ganz auf. Für die vernichteten Gegenstände wurde eine Entschädigung beantragt.

## Darstellung und Beschreibung einzelner Projekte

### 1909 bis 1914

#### Erste Warenhausprojekte
- Im Dezember 1909 beteiligte sich das gerade gegründete Büro an einem durch die Eigner des Warenhauses Wertheim in der Leipziger Straße ausgeschriebenen Wettbewerb für einen (dritten) Erweiterungsbau.
 Von den bis zum Frühjahr 1910 eingegangenen 94 Entwürfen wählte das Preisgericht drei für die ersten Plätze aus, weitere 6 wurden angekauft, darunter auch der von Taut und Hoffmann stammende. Dieser erhielt folgende Einschätzung: „[…] er ist sehr interessant, da er die Messelschen monumentalen Pfeiler aufgreift, deren Zwischenräume sich zur Straße hin öffnen sollen. Die oberen Abschlüsse durch einfache Rundbögen […] stellen den Gesamteindruck wieder her.“ Die prämierten und angekauften Vorschläge betrachtete Wertheim schließlich aber nur als „Ideensammlung“ und ließ selbsterstellte Entwürfe durch den Architekten Heinrich Schweitzer umsetzen.[2]

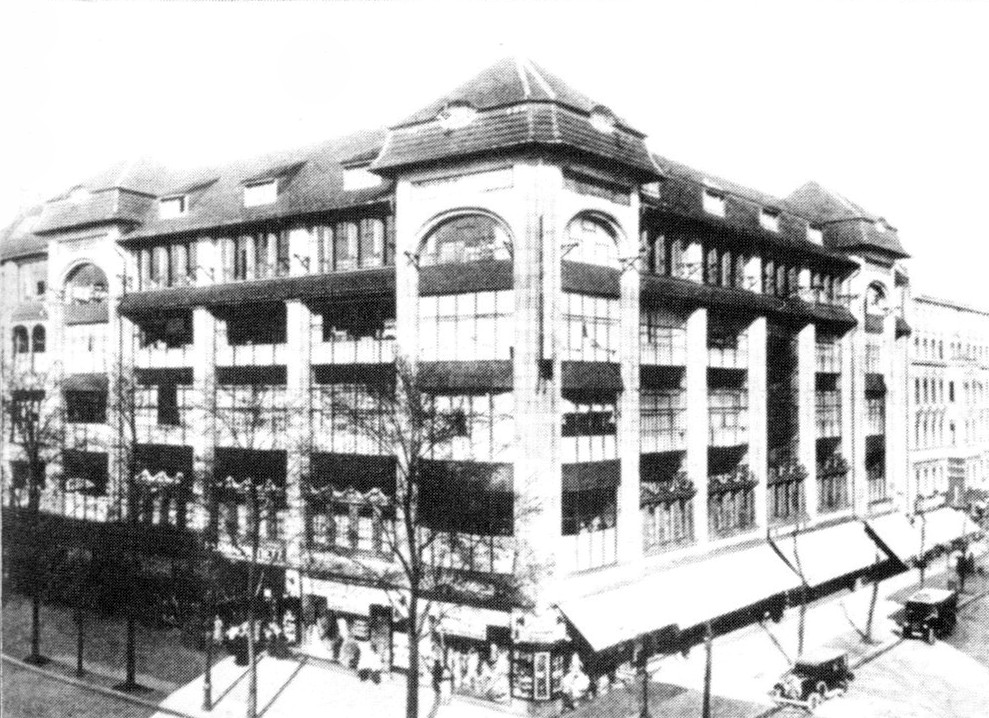
Kaufhaus Jandorf, durch Bruno Taut und Franz Hoffmann baulich erweitert

- Für das 1906 eröffnete Kaufhaus Jandorf, Wilmersdorfer Straße / Pestalozzistraße in Charlottenburg planten und realisierten Taut und Hoffmann einen Erweiterungsbau 1912–1913.
 Nach Zerstörung im Zweiten Weltkrieg erfolgte 1951–1955 ein Wiederaufbau in Verantwortung des neuen Eigentümers Hertie ohne Anlehnung an das Originalbauwerk. Das Gebäude dient auch nach 100 Jahren und etlichen Umbauten noch als Kaufhaus.

#### Reformsiedlungen und Mietswohnhäuser
- 1910 beteiligten sich Taut und Hoffmann erfolgreich an einem Bauwettbewerb zur Errichtung von Arbeiterwohnsiedlungen in Magdeburg („Gartenstadt-Kolonie Reform“) und in Falkenberg bei Grünau. Dazu richteten sie eigens ein zeitweiliges Planungsbüro in Magdeburg ein, mussten aber zunächst bei den Genehmigungsverfahren und der Sicherung der Projektfinanzierung erhebliche Widerstände der Stadtverwaltungen für ihre Ideen des sozialen Bauens für Arbeiter überwinden. In Magdeburg gewannen sie den Sozialisten Heinrich Plumbohn, der einen genossenschaftlichen Siedlungsverband für die Errichtung einer Kleinhaussiedlung der dortigen Eisenindustriearbeiter ins Leben rief. Für die Siedlung Falkenberg sicherten sie sich Unterstützung höchster staatlicher Stellen (ein Ministerialdirektor setzte sich auf ihre Bitten für den Bau ein) und renommierter Architekten wie Adolf Otto und Bernhard Kampffmeyer. Hier ließ die frisch gegründete Deutsche Gartenstadtgesellschaft  bis 1911 dann 123 Einfamilien- und Vierfamilienhäuschen fertigstellen.
- 1909–1910: Neubau einer Miethausgruppe in Rixdorf, Kottbusser Damm 90 / Spremberger Straße 11 / Bürknerstraße 12–14, mit Wohnungen und Läden im Erdgeschoss.
 Hoffmann war für den Fassadenentwurf zuständig, die Pläne für den Grundriss stammen vom Bauherrn Arthur Vogdt, die Bau- und Feinplanung führte Bruno Taut aus.[3]
- 1910–1911: Wohnhaus (Villa) Adolf-Martens-Straße 14, Lichterfelde für Erwin Reibedanz; mit Bruno Taut und dem Bildhauer Wilhelm Repsold, 1982 aufgestockt, 1995 neu verputzt[4][3]
- 1910–1911: Mietshauskomplex Nonnendammallee 97 / Wattstraße 5 / Grammestraße 11; Siemensstadt im heutigen Bezirk Spandau; mit Bruno Taut[5]

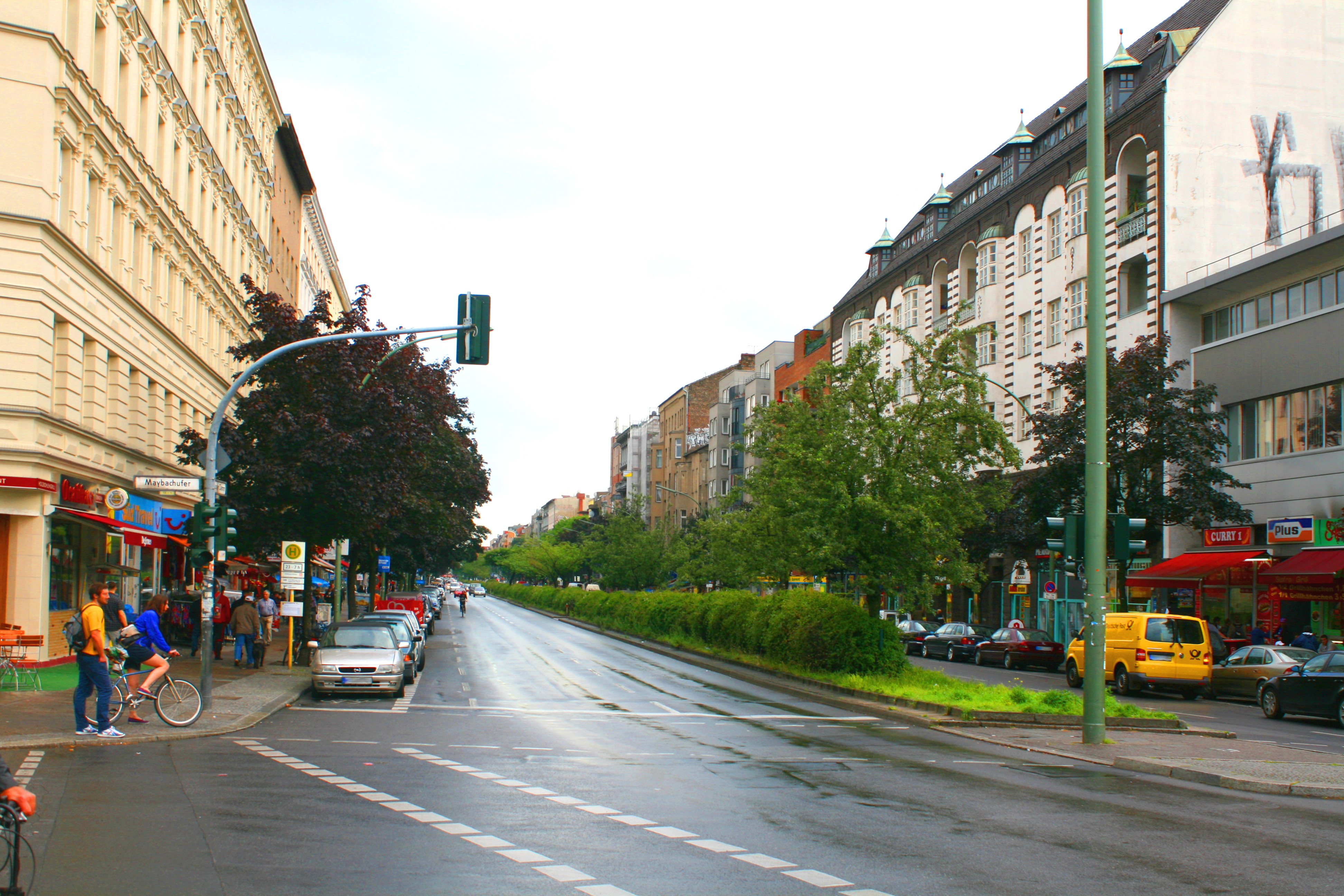
Das rekonstruierte Gebäude Kottbusser Damm (rechte Straßenseite, hinter der Laterne)

- 1910–1911: Wohnhauskomplex Kottbusser Damm 2–3, Berlin-Kreuzberg
 Hoffmann, Bruno Taut und A. Vogdt führten hier einen privat finanzierten Mietshausbau aus, der im Zweiten Weltkrieg schwer beschädigt wurde. Nach vielen Jahren Leerstand erfolgte 1978 eine Rekonstruktion nach Plänen von Inken und Hinrich Baller.[3][6]
- 1911–1912: Wohnhaus mit Erdgeschossläden, Seiten- und Querflügel in Charlottenburg, Bismarckstraße 116/ Hardenbergstraße 1
 Wurde 1944 zerstört und nach Kriegsende enttrümmert.[3]
- 1912–1913: Zusammen mit Bruno Taut und dem Bildhauer Georg Kolbe schuf Hoffmann ein Mietshaus mit großen 10-Zimmer-Wohnungen in Charlottenburg, Schillerstraße 1.
Auch dieses Gebäude fiel den Kriegszerstörungen zum Opfer.[3]
- 1912–1913: Für die Tiergarten-Haus- und Grundstücksgesellschaft mbH errichteten Taut & Hoffmann ein viergeschossiges Wohnhaus mit repräsentativen 14-Zimmer-Wohnungen mit Seitenflügel und Querhaus um zwei Innenhöfe.
Im Krieg zerstört und danach abgeräumt.[3]

#### Entwurf und Ausführung von Ausstellungsgebäuden
- 1910: Ausstellungspavillon im Auftrag der Trägerverkaufskontor GmbH für die II. Deutsche Ton-, Zement- und Kalkindustrie-Ausstellung in Berlin; mit Bruno Taut.[7]

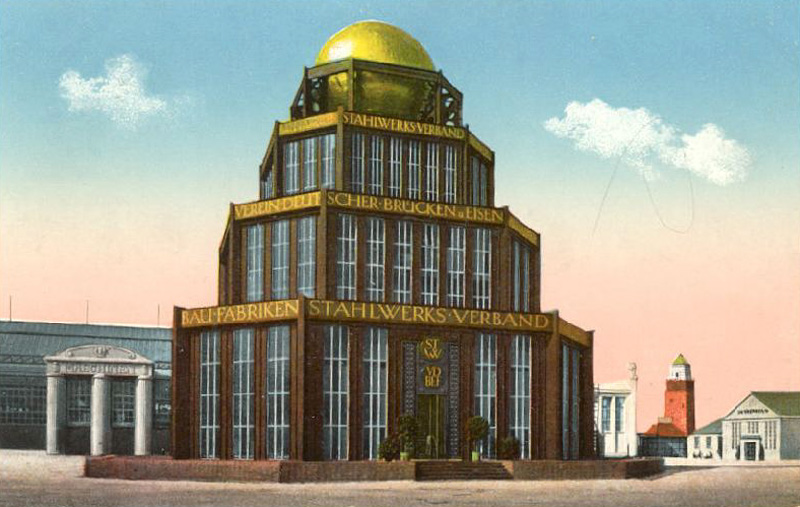
Monument des Eisens, 1913, Postkartenansicht

- 1911–1913: Im Rahmen eines zweistufigen Wettbewerbs, der vom Stahlwerksverband und dem Verein deutscher Brücken- und Eisenbaufabriken für die Internationale Baufachausstellung in Leipzig 1913 ausgeschrieben worden war, gewannen Hoffmann & Taut gemeinsam mit dem Stahlbau-Unternehmen Breest & Co. (Berlin; Inhaber Paul de Gruyter) mit ihrem „Monument des Eisens“ genannten Pavillonentwurf den ersten Preis.
Es entstand ein streng geometrisches Bauwerk in Form einer nach oben vierfach abgestuften achteckigen Pyramide, das von einer Laterne mit einer neun Meter im Durchmesser messenden vergoldeten Kuppel bekrönt wurde. Das Gebäude repräsentierte vor allem die hervorragenden Möglichkeiten des Stahlbaus im Hochbau. Das eigentliche Bauwerk bestand aus einem großen Vestibül mit einem Fußboden aus Skyrosmarmor mit Bronzeeinlagen und mit schwarzen, matt glänzenden Wandplatten. Diese waren wiederum mit Schriftzeichen in Goldglasur verziert, und eine Wand trug ein Keramikmosaik mit der Darstellung einer „feuersprühenden Bessemerbirne“. Der Eingangshalle folgten symmetrisch seitwärts abgehende Wandelgänge, in denen Fotografien und Zeichnungen die Entstehung und Bearbeitung des Eisens zeigten. Die Mitte des Gebäudes bildete ein „Diaphanieraum“ (= Raum mit einer doppelten Wandschicht), der entsprechend dem Eisenskelett einen achteckigen Grundriss aufwies und sieben Meter hoch war. Dieser mit Holz verkleidete Zentralraum zeigte zahlreiche Fotografien mit ausgeführten Brücken- und Eisenhochbauten, ein großer Fries enthielt auf Mattglas gemalte Silhouetten bedeutender Betriebe der Eisenindustrie. Alle Innendekorarbeiten hatte Franz Mutzenbecher ausgeführt. In der zweiten Etage des Gebäudes, die über bequeme, breite Treppen erreichbar war, befand sich im Zentrum ein „Lichtbildtheater“, das neben der Betrachtung von Filmsequenzen auch zum Blättern in Broschüren und zur Erbauung der Besucher vorgesehen war. Der für 200 Gäste ausgelegte Kinoraum zeigte offene Eisenstrukturen, deren acht nach innen geschwungene Träger die mit Spiegelflächen verkleidete Decke trugen. Die Wände waren mit Stoff bespannt und kunstvoll mit Ornamenten und Schriftzügen bemalt. Durch drei Türen konnte eine umlaufende offene Galerie erreicht werden. Oberhalb der beschriebenen Räume befanden sich Büros und die notwendige Technik.[8] Die Ausstellungshalle stand auf dem alten Leipziger Messegelände und wurde nach Ausstellungsende abgebaut.

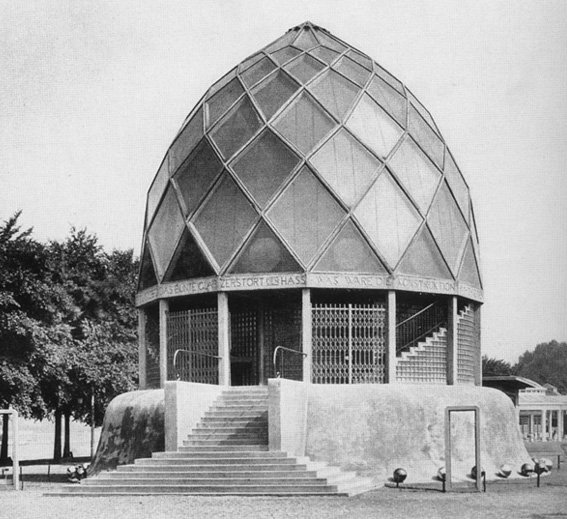
Glaspavillon, 1914

- Hoffmann und die Gebrüder Taut ließen für die Kölner Werkbundausstellung 1914 einen Pavillon aus Stahl und Glas („Das Glashaus“) nach ihren Entwürfen anfertigen, womit die dekorativen Möglichkeiten dieser Materialien beim Bauen gezeigt werden konnten. Auf der gleichen Ausstellung war eine „Ladeneinrichtung des Kunstgewerbehauses Hagen in Westfalen“ nachgearbeitet, die Bruno Taut, Hoffmann und der Maler Franz Mutzenbecher angefertigt hatten.[9]

#### Gewerbebauten, Kirchenarbeiten und ein Erholungsheim
- 1911–1912: Ein 1880 errichtetes Wohnhaus im Besitz von Arthur Vogdt wurde nach dessen Wünschen in ein „zeittypisches Büro- und Geschäftshaus“ umgebaut.
Es wies erste Details auf, die später von den Architekten bei ihren Bauten noch häufiger verwendet wurden: roter holländischer Backstein diente als Hauptbaumaterial für einen deutlich abgesetzten Mittelteil des neuen Gebäudes, dessen untere zwei Stockwerke mit Glas und verputztem Mauerwerk gestaltet wurden. Zwei seitliche Pfeiler rahmten den ganzen Komplex, deren graue Basaltlava zu den gelben Terrakottabändern und einem Terrakottarelief zwischen dem zweiten und dritten Stockwerk kontrastierten. Das Relief zeigte Darstellungen des Grundstückshandels als Referenz an den Bauherrn. Dieses auffällige Bauwerk erlitt schwerste Kriegsschäden, seine Ruine wurde 1946 abgetragen.[3]

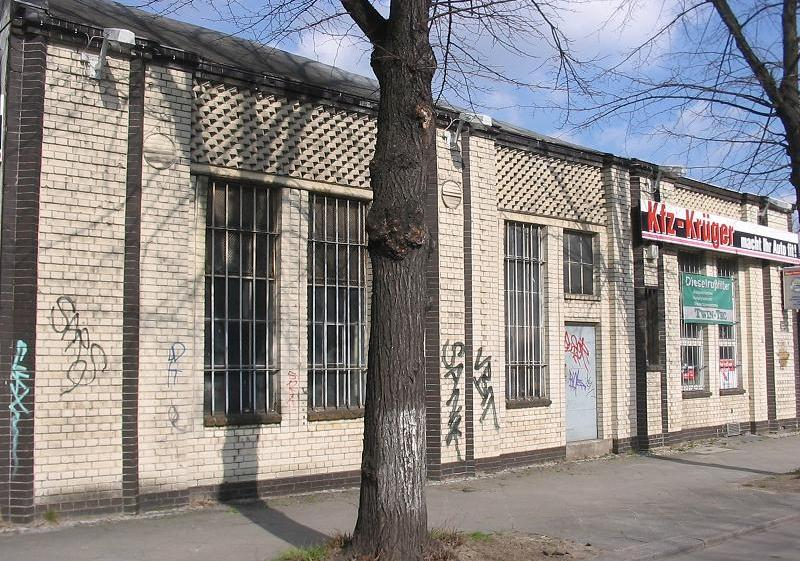
Werkhalle für eine Wäscherei

- 1911–1912: Gebäude der Dampfwaschwerke Reibedanz Co. in Berlin-Tempelhof, Teilestraße 23; mit Max Taut[10]
Eingeschossiger Flachbau mit einem von Eisenfachwerk getragenen Pultdach und Oberlichtern, Blickfang war die auffällige Fassadendekoration aus gelben Sommerfelder Klinkern (geliefert von der Philipp Holzmann AG aus dem Sommerfelder Klinker- und Plattenwerk GmbH in Oberklinge [heute Glinka Górna in der VR Polen]) mit dunkelgrauen Einlagen im frühexpressionistischen Stil. Nach 1945 erhalten gebliebene Reste werden von einer Autoreparaturwerkstatt genutzt.

- 1911–1914: Hoffmann und die Tauts beteiligten sich an der Renovierung der evangelischen Kirche in Nieden in der Uckermark.[9][11]

- Um 1912: Geschäftshaus für Heinrich Mittag in Magdeburg[9]

- Um 1913: Bruno Taut, Max Taut und Franz Hoffmann konnten ein Beamten-Erholungsheim in Bad Harzburg für Mitarbeiter der Siemens-Schuckertwerke planen und bauen, das unterhalb der Harzburg an der Nordhäuser Straße steht.
Ein über eine Freitreppe erreichbarer, monumentaler, mit Feldstein verblendeter, dreieinhalbgeschossiger Bau ist mit seinem spitzen Schieferdach perfekt in die Landschaft eingefügt. Das Plateau der Treppe wird von einem Säulenportal überdacht und führt direkt zum Eingang des als „Ettershaus“ bezeichneten Gebäudes.[9] Das Heim der Hertha von Siemens Stiftung ist in späteren Jahren seitlich und nach hinten erweitert worden und empfängt weiterhin Erholungsuchende.

### 1918 bis 1932
Nach einer durch den Ersten Weltkrieg unterbrochenen Schaffensperiode und einem finanziellen Einbruch durch die Inflation standen viele neue Bauaufgaben zur Realisierung an. Der Neuanfang gelang.

#### Großsiedlungsprojekte
- 1918–1929: Siedlung Eichkamp unmittelbar neben der AVUS; von Max und Bruno Taut, Martin Wagner, Franz Hoffmann und anderen Architekten
In elf Jahren Bauzeit entstand preisgünstiger Wohnraum für Angestellte und Beamte; der Name der neuen Wohnsiedlung wurde nach der nahe gelegenen Revierförsterei Eichkamp im Forst Grunewald vergeben. Zahlreiche Prominente wohnten später hier, auch die Tauts, die Familie Hoffmann, Arnold Zweig oder Ludwig Marcuse.[12][13]

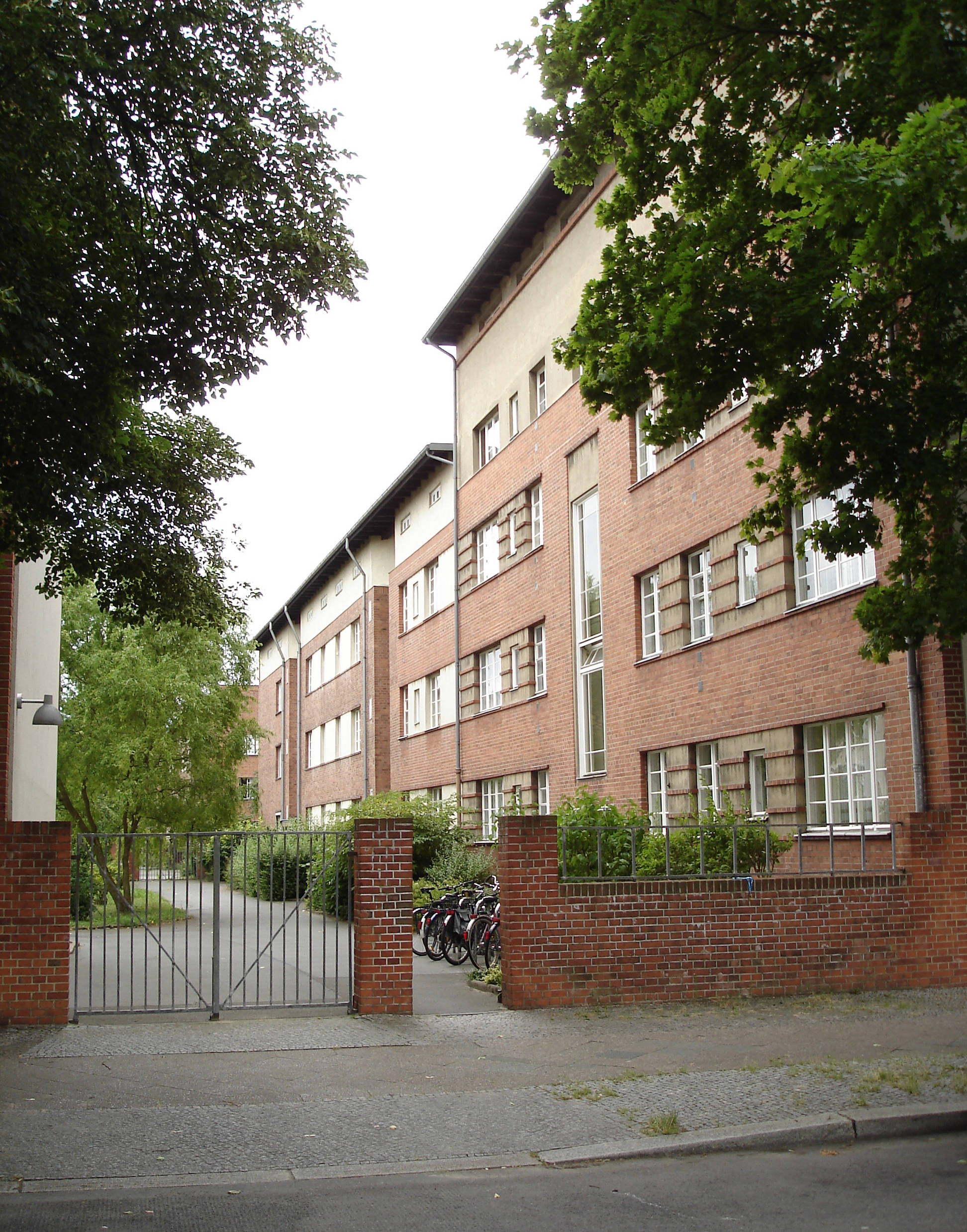
Häuser in der Bristolstraße, Siedlung Schillerpark

- 1924–1930: Siedlung Schillerpark[14] in Berlin-Wedding (Bristolstraße 1–27, Barfusstraße 23–31, Corker Straße 3–35, Dubliner Straße 62–66, Holländerstraße 80–84, Windsorer Straße 3–11) mit Bruno Taut im Auftrag der Berliner Bau- und Wohnungsgenossenschaft von 1892 e.G. (BBWG)[15]
Nach starken Kriegsschäden erfolgte 1951 unter Leitung von Max Taut ein Teilwiederaufbau. 1953–1959 wurden einige Erweiterungsbauten nach Plänen von Hans Hoffmann vorgenommen. Nach einer zwischen 1991 und ca. 2005 erfolgten vollständigen und denkmalgerechten Rekonstruktion der Bauten wurde die Reformsiedlung 2008 gemeinsam mit weiteren Siedlungen der Berliner Moderne in die UNESCO-Welterbeliste aufgenommen.[16]

- 1928–1930: Ebenfalls für die BBWG schufen Franz Hoffmann, Bruno Taut, Paul Zimmereimer und Otto Rudolf Salvisberg die Wohnsiedlung Attilahöhe mit einem Gemeinschaftshaus und einer Wäscherei in Berlin-Tempelhof, im Dreieck Tankredstraße 1–15 / Alboinstraße / Attilastraße 10–17.
1937 wurde die Siedlung durch eine „Blockschließung“ an der Paul-Schmidt-Straße noch einmal baulich erweitert.[17][18] Die Häuser Tankredstraße 1–9 wurden am Ende des Zweiten Weltkriegs stark beschädigt und (noch) unter Franz Hoffmanns Leitung 1951 wieder aufgebaut.[3]

#### Verwaltungseinrichtungen, Ausstellungsgebäude und ein Fabrikkomplex

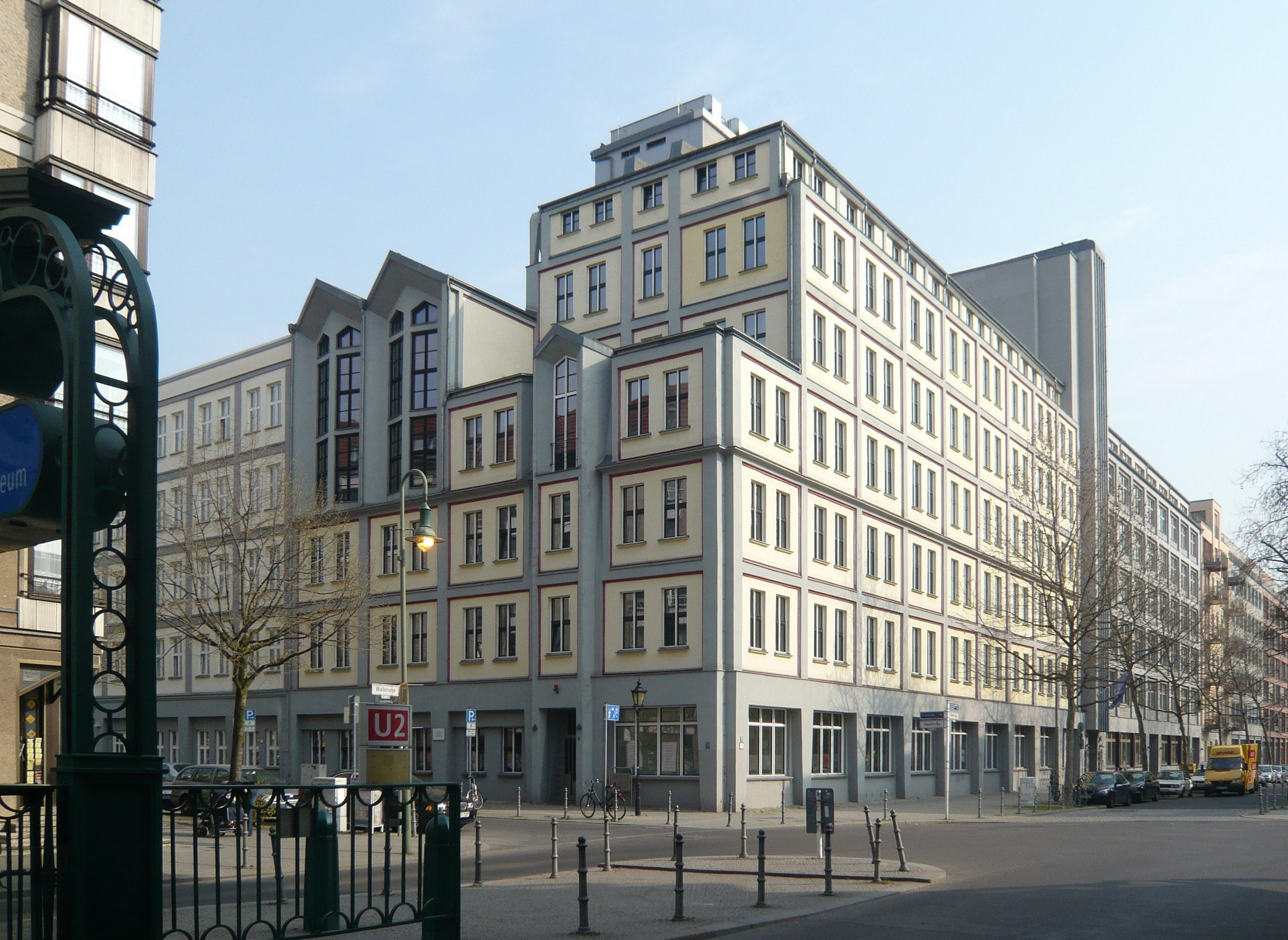
Ehem. Gewerkschaftshaus in der Wallstraße; eines der ersten Stahlrahmen-Betonbauten

- 1922–1923: Verwaltungsgebäude des Allgemeinen Deutschen Gewerkschaftsbunds (ADGB) in Berlin-Mitte, Wallstraße / Inselstraße / Märkisches Ufer; mit Max Taut[19]
Das expressionistisch gestaltete und höhengestaffelte Gebäude, ursprünglich mit einer späteren Erweiterung durch einen turmbetonten Haupteingang geplant, ist durch seine unverkleidete Stahlrahmenkonstruktion gekennzeichnet. Die Funktionalität wird durch die übereinander gestapelten Büroräume und Baugeschosse betont. Das Gewerkschaftshaus wurde 1930–1932 durch den Architekten Walter Würzbach nach Westen in gleichen Formen und am Märkischen Ufer durch einen anders gestalteten Gebäudeteil in vertikaler Betonung erweitert.[20] Nach Kriegsschäden wurde der Trakt 1964 vereinfacht wiederaufgebaut und in den 1990er-Jahren umfassend rekonstruiert.
- 1924–1926: Verbandshaus der Deutschen Buchdrucker, Dudenstraße 10 in Berlin-Kreuzberg; mit Max Taut und Karl Bernhard[21]
Der Gebäudekomplex im Stil des Neuen Bauens besteht aus einem mit gelben Terrakottaplatten verkleideten, fünfgeschossigen Büro- und Wohngebäude zur Straße hin und dem am Hof liegenden Druckereigebäude.[22] Heutige Nutzer sind eine Medien-Galerie, einige Verbandsteile von ver.di sowie eine Seniorengruppe und ein weiterer Verein.[23]
- 1926: Gestaltung eines Pavillons für den ADGB auf der Großen Ausstellung für Gesundheit, soziale Fürsorge und Leibesübungen Düsseldorf 1926 (GeSoLei)[24]

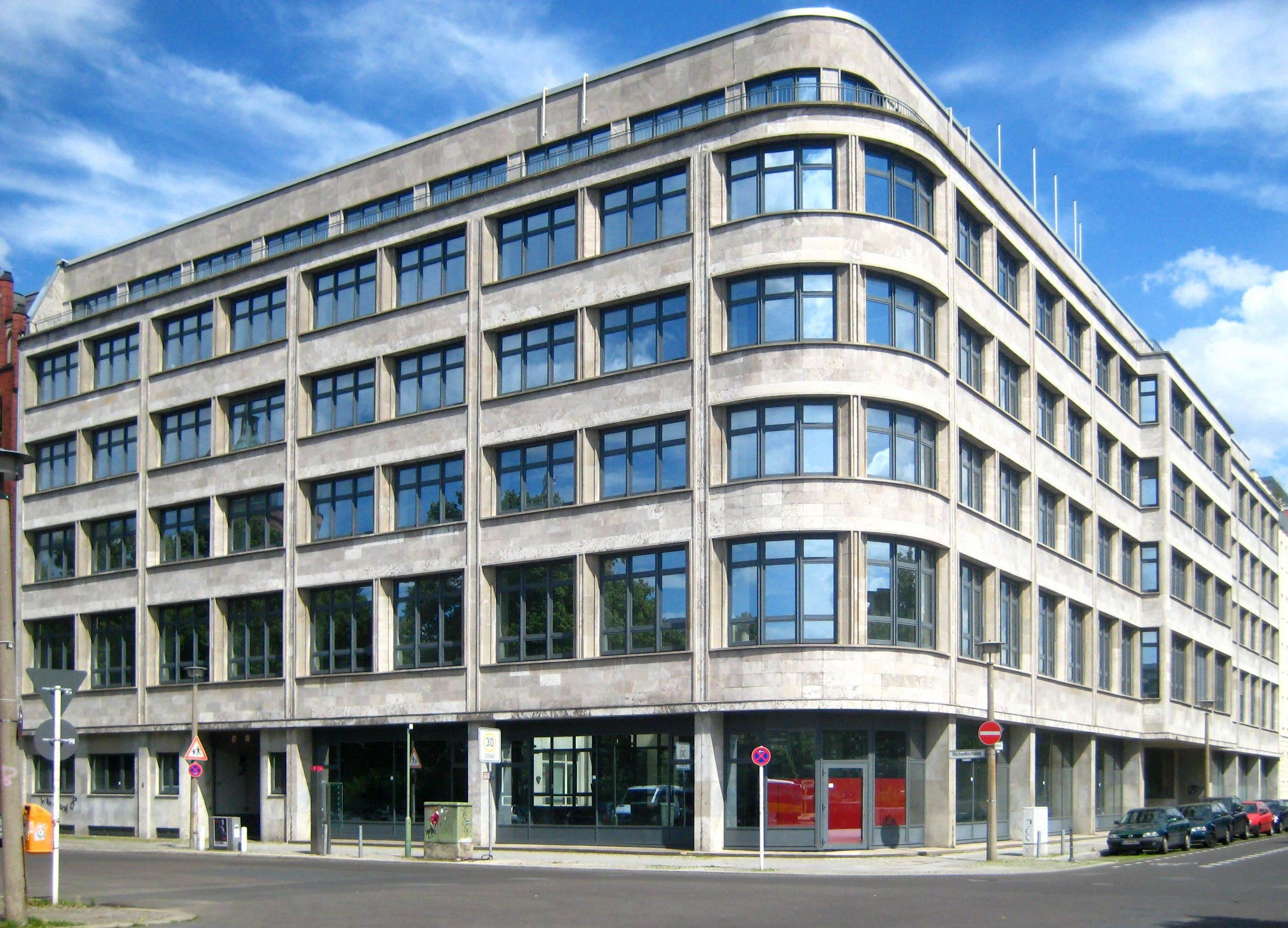
Ehem. Haus des Deutschen Verkehrsbunds, seit 1990 Verdi-Verwaltungsgebäude

- 1927–1932: Franz Hoffmann, die Brüder Taut und der Bildhauer Rudolf Belling waren maßgeblich am Bau des Hauses des Deutschen Verkehrsbunds in Berlin-Mitte, Michaelkirchplatz 1–2 / Engeldamm 70 beteiligt.
Die AG Verkehrsbund hatte hier ihre Zentralverwaltung geplant. Die Architekten wählten für den viergeschossigen Rechteckkörper mit zwei umschlossenen Innenhöfen eine Stahlskelettbauweise. Nach Enteignung des Allgemeinen Deutschen Gewerkschaftsbunds, dem der Verkehrsbund angehörte, in der nationalsozialistischen Zeit wurde das Gebäude ab 1933 von der Deutschen Arbeitsfront genutzt, unter anderem für die Gauverwaltung Berlin der Organisation „Kraft durch Freude“. Wegen der Nähe zum Stadtzentrum erlitt das Verwaltungsgebäude bis 1945 schwere Kriegsschäden, die 1949–1951 beseitigt werden konnten. Dabei erfolgten jedoch starke bauliche Veränderungen, wie der Einbau neuer Fenster, die bereits zuvor mit Werkstein verkleidete Fassade erhielt eine neue Muschelkalk-Verblendung. Danach nutzten der FDGB und nach der deutschen Wiedervereinigung Einzelgewerkschaften wie die ÖTV das Haus. Durch die Bildung der neuen Großgewerkschaft ver.di wurde diese Eigentümer des Hauses; sie ließ eine 1998 abgeschlossene denkmalgerechte Grundsanierung vornehmen. Der mit Reliefs von Belling ausgestattete ursprüngliche Sitzungssaal ist nicht erhalten.[3]

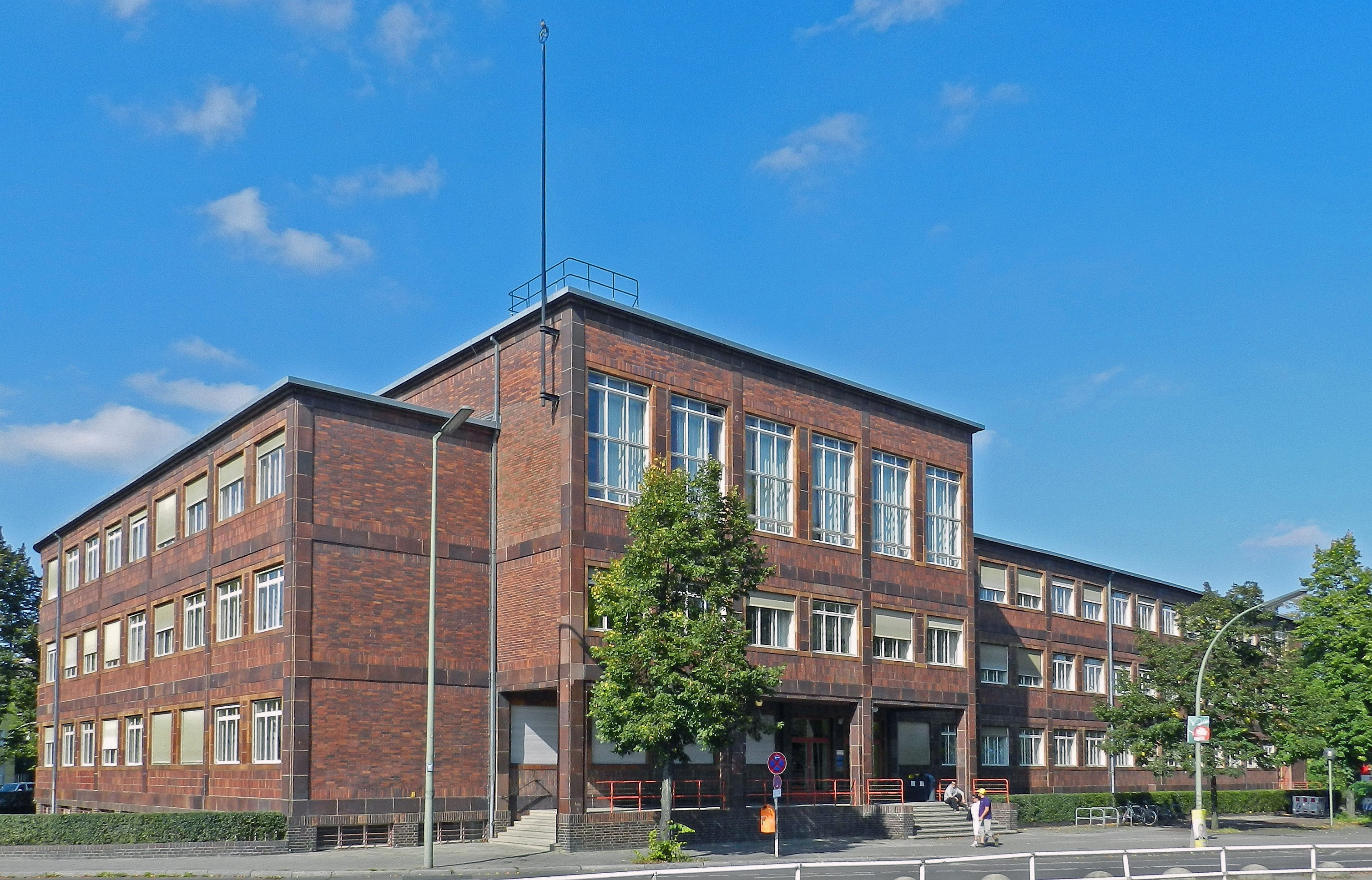
Ehem. Reichsknappschaftsgebäude

- 1929–1930: Reichsknappschaftshaus für die Renten- und Krankenkasse Reichsknappschaft, Rüdesheimer Straße 54–56 in Berlin-Wilmersdorf; mit Max Taut[25]
Das Gebäude ist heute Sitz des Lateinamerika-Instituts der Freien Universität.[26]

- 1929–1930: Einen anspruchsvollen Auftrag erledigten Max Taut und Franz Hoffmann in diesen Jahren für die Konsumgenossenschaft Berlin in Berlin-Spandau.
 Sie hatten für ein 60.000 Quadratmeter großes Grundstück (das umgebende Gelände war noch dicht von Bäumen umgeben und nicht bebaut) eine Großbäckerei mit allen notwendigen technischen, Fabrikations- und Sozialgebäuden geplant. Der in 15 Monaten fertiggestellte Komplex bestand aus einem langgestreckten, nach oben gestaffelten Gebäude, das durch eine geräumige Halle im Mitteltrakt betreten wurde. Im Erdgeschoss befand sich die Betriebskantine, über eine breite Treppe gelangten die Angestellten in die erste Etage, von der ein Garderoben-, ein Wasch- und ein Ankleideraum in einen weiteren Vorraum führte, von dem über Treppen die verschiedenen Fabrikabteilungen erreicht werden konnten.
Im zweiten Obergeschoss befanden sich die Lagerböden für Mehl und andere Ausgangsstoffe, die mittels Transportbändern und Aufzügen hier hinaufgebracht wurden und in Silos lagerten. Eine ausgeklügelte Transportmechanik brachte die Materialien schließlich in die Misch- und Backanlagen. An das Hauptgebäude schloss sich ostwärts eine großräumige, gut belüftete und belichtete Expeditionshalle an. Auf der westlichen Seite folgte der Trakt mit den „Wohlfahrtsräumen“, also Küche, Kantine, Aufenthaltsräume, Waschräume und Toiletten. Alle genannten Räume standen untereinander durch Treppen und Gänge in Verbindung. Für die Wände und Decken setzten die Architekten glatte Materialien wie Fliesen, besonders geglätteten Eisenbeton oder glatten Putz ein, um wenig Staubablagerungen zuzulassen. Die Fußböden der Mehllager bestanden aus hygroskopischem Material (Xylolith), um jede Feuchtigkeit vom Mehl fernzuhalten. Rohre und Elektroleitungen waren gut verkleidet, und die obersten Decken erhielten eine Wärmedämmung aus speziellen Korkplatten, die auf einer Bimsbetonschicht aufgebracht wurden. Zwei separat stehende Gebäude waren das eingeschossige Kesselhaus über einem Kohlebunker und ein Wohngebäude für die Unterbringung des Betriebspersonals für sechs Familien. In der entsprechenden Veröffentlichung zu dieser Backfabrik heißt es lobend:[27]
„In ihrer architektonischen Erscheinung bietet die Anlage ein sehr anziehendes und reizvolles Bild. Der aus den Bedürfnissen entspringende Wechsel der Gebäudehöhen ergibt vielfach gestaffelte Baugruppen, die durch klare Gliederung der einzelnen Baukörper und durch die ruhige Behandlung aller Dachflächen zu großer einheitlicher Wirkung zusammengeschlossen sind. Der starken Plastik der Baumassen, die ein lebhaftes Spiel von Licht und Schatten hervorruft, steht die betont flächige Behandlung aller Außenwände gegenüber, die überdies durch geschickte Materialtechnik, durch den Gegensatz blanker spiegelnder Glasflächen zu den warmen, stumpfen Tönen der Klinkerwände zu reicher farbiger Wirkung gebracht sind.“
Der große Fabrikkomplex hat die Jahrzehnte überdauert und wird in der heutigen Zeit vom Backwerk Spandau[28] genutzt. In der unmittelbaren Nachbarschaft entstanden später weitere Wohn- und Gewerbebauten.

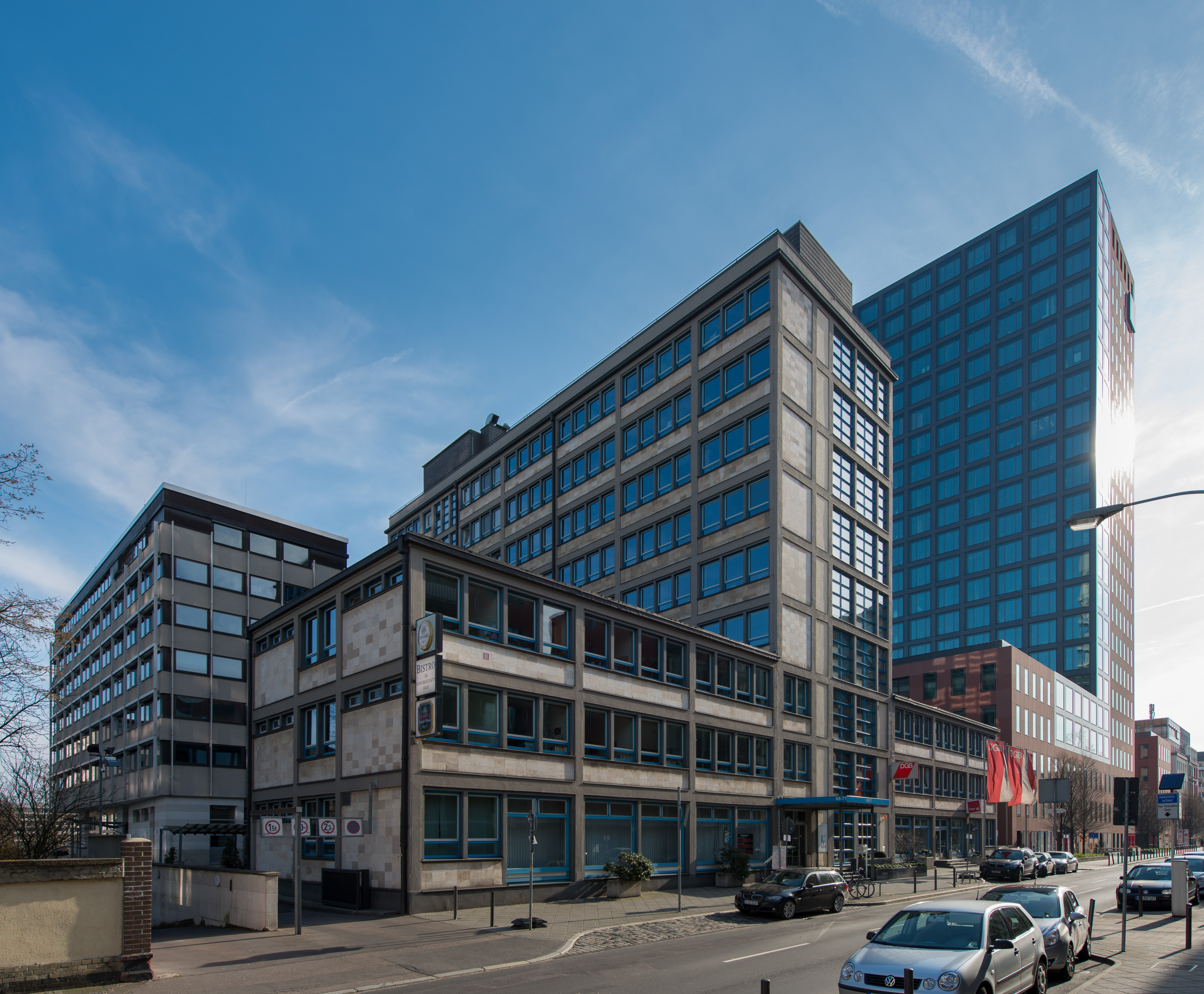
Frankfurter Gewerkschaftshaus (1931) vor dem modernen IG-Metall-Hochhaus

- 1929–1931: Gewerkschaftshaus in Frankfurt am Main, Wilhelm-Leuschner-Straße
Es handelt sich um einen neungeschossigen Stahl-Skelettbau im Stil des Funktionalismus mit kubischem Grundkörper und Flachdach, der unter Denkmalschutz steht.[29][30]

#### Einzelvillen und Wohnzeilen in Berlin
- 1922–1923: Wohnhaus Lindenallee 22 in Berlin-Westend; mit Hans und Wassili Luckhardt[31]
- 1926–1931: Im damaligen Bezirk Weißensee führten Bruno Taut und Franz Hoffmann Reihenhausbauten für verschiedene Wohnungsbaugesellschaften aus, die entlang der Buschallee und um die Trierer Straße herum gruppiert sind.[6]
- 1927–1928 und 1929–1930: In zwei Bauabschnitten entstanden im Auftrag der GEHAG WIP und BauBeCon Wohnanlagen in Berlin-Prenzlauer Berg, im Bereich Hosemannstraße / Greifswalder Straße / Naugarder Straße / Grellstraße / Rietzestraße, die später Wohnstadt Carl Legien genannt wurde; mit Bruno Taut[32]
Um 1980 ließ die damalige Kommunale Wohnungsverwaltung der DDR bei Sanierungsarbeiten einige Fassaden verputzen. Zwischen 2001 und 2005 wurde schließlich eine Modernisierung im Inneren und eine denkmalgerechte Wiederherstellung des Äußeren vorgenommen.[3]
- 1929–1930: Häuserzeilen Waldowstraße 1–32 / Humboldtstraße 30–31 in Berlin-Reinickendorf; mit Max Taut[33]
- 1930–1931: Wohnhaus in Berlin-Frohnau, Benediktinerstraße 32; mit Max Taut[34]

### 1931 bis 1941: Warenhaus, Verwaltungsbauten, weitere Wohnhäuser
- 1931–1933: Warenhaus für die Konsumgenossenschaft Berlin in Berlin-Kreuzberg, Oranienplatz 4–10 Ecke Prinzessinnenstraße; mit Max Taut[35]
1935 und 1955 umgebaut. Im Jahr 2000 erwarb der schweizerische Architekt Max Dudler das Gebäude, ließ es denkmalgerecht sanieren und richtete hier in der achten Etage sein Berliner Büro ein.[36] Über dem Eingang wurde der Schriftzug Max Taut Haus angebracht.

- Um 1940: Umbau eines Hauses als Bankgebäude in Salzwedel, zusammen mit Max Taut.
Über das Ergebnis berichtete die regionale Tageszeitung Salzwedler Wochenblatt:[37] „… Die äußeren baulichen Veränderungen in einer ganz gediegenen, vornehmen Aufmachung lassen sofort das Bankinstitut als solches erkennen. Das Gebäude hat durch den Umbau und Außenanstrich mit lebhaften Farben ein sehr vorteilhaftes Aussehen erhalten. Die Innenräume entsprechen jedweder Anforderung eines modernen Bankbetriebes und hat somit die Bauleitung, die Firma Taut & Hoffmann (Berlin), etwas Vollkommenes geschaffen. Die Gesamtarrangierung atmet förmlich Behaglichkeit und Beruhigung.“

### 1942 bis 1951
Während des Zweiten Weltkriegs ab 1942 übernahmen Taut & Hoffmann schließlich auf Initiative von Hoffmann die Führung eines „Fliegerschadenbeseitigungsbüros“ (FSBB) für die Stadt Berlin. Solche Büros waren nach den ersten Bombenschäden an Wohn- und Geschäftshäusern in allen Bezirken Berlins eingerichtet worden. Taut & Hoffmann erhielten Arbeitsräume am Kurfürstendamm in einem früheren Konfektionsladen und hatten einen größeren Abschnitt in Charlottenburg zu betreuen. Im FSBB konnten Bürger kriegsbedingte Gebäudeschäden melden, die vor Ort von den angestellten Architekten begutachtet wurden. Danach waren Reparaturen zu veranlassen und die notwendigen Handwerkerarbeiten zu koordinieren. Nach den ersten massiven Bombenabwürfen über Berlins Innenstadt ab dem Jahr 1943 gab es viel Arbeit. Nachdem durch den Einzug der sowjetischen Truppen der Krieg faktisch Ende April 1945 vorüber war, gelang es Franz Hoffmanns Tochter zusammen mit einigen früheren Mitarbeitern, die Arbeit des FSBB wieder aufzunehmen, die am 1. Juli 1945 aber eingestellt werden musste.
Zwischen Juli 1945 und August 1946 existierte das Büro Taut & Hoffmann offiziell nicht, die wieder zusammengekommenen Architekten übernahmen jedoch als freie Architekten erste neue Aufträge. Sie konnten zunächst leer stehende Räumlichkeiten am Kurfürstendamm nutzen. Die Neugründung des Büros Taut & Hoffmann wurde beantragt und im Herbst 1946 genehmigt, als Heimstatt hatte Hoffmann Gewerberäume in der Knesebeckstraße gefunden. Das Hauptbetätigungsfeld bestand nun in Reparaturarbeiten erhaltenswerter aber kriegsbeschädigter Gebäude. Größere Neubauten gelangten bis zum frühen Tod von Franz Hoffmann nicht mehr zur Ausführung.
- 1947: Wohn- und Geschäftshaus in Berlin-Charlottenburg, Wilmersdorfer Straße 102–103; mit Max Taut[39]

## Beendigung der Tätigkeit von Taut & Hoffmann
Max Taut, der zeit seines Lebens unter dem bedeutenden Ansehen seines älteren Bruders Bruno gelitten hatte, suchte nach dem Krieg wie Franz Hoffmann und natürlich tausende andere Architekten einen beruflichen Neuanfang. Nachdem das Büro wieder genehmigt war, gab es um Aufträge und organisatorische Fragen mehr und mehr Streitigkeiten. Hoffmann hatte im Glauben an die Fortführung der Gemeinschaft einen Posten als Oberbaurat in Berlin ausgeschlagen, Max Taut jedoch besorgte Aufträge für sich allein über Kontakte in den Westen Deutschlands. Dieses als große Treulosigkeit eines früheren Freundes empfundene Vorgehen führte zusammen mit einer angeschlagenen Gesundheit und vielleicht auch den Spätfolgen einer kurzen Gefangenschaft bei der russischen Kommandantur zu einem unerwartet frühen Tod von Franz Hoffmann.

## Einige bekannte frühere Mitarbeiter im Architekturbüro Taut & Hoffmann
In den 1920er- und anfänglichen 1930er-Jahren waren Taut & Hoffmann mit zeitweilig bis zu 30 fest angestellten Architekten die größte derartige Gemeinschaft in Berlin. Zu nennen sind unter anderem
- Wilhelm Büning
- Otto Pflug
- Martin Wagner
- Franz Hillinger
- Hans Hoffmann
- John Martens